# صنسيت
صنسيت (بالإنجليزية: Sunset, Arkansas)‏ هي مدينة تقع في مقاطعة كريتيندين، أركنسو بولاية أركنساس في الولايات المتحدة. تبلغ مساحة هذه المدينة 0.5 (كم²)، وترتفع عن سطح البحر 67 م، بلغ عدد سكانها 198 نسمة في عام 2010 حسب إحصاء مكتب تعداد الولايات المتحدة.

## التركيبة السكانية
حدّد مكتب تعداد الولايات المتحدة بيانات التركيبة السكانية لصنسيت في تعداد الولايات المتحدة. في ما يلي، التركيبة السكانية حسب تعدادي 2000 و2010.

### تعداد عام 2000
بلغ عدد سكان صنسيت 348 نسمة بحسب تعداد عام 2000، وبلغ عدد الأسر 135 أسرة وعدد العائلات 85 عائلة مقيمة في البلدة. في حين سجلت الكثافة السكانية 511.8 نسمة لكل كيلومتر مربع (1,325.6/ميل2). وبلغ عدد الوحدات السكنية 156 وحدة بمتوسط كثافة قدره 229.4 لكل كيلومتر مربع (594.1/ميل2).
وتوزع التركيب العرقي للبلدة بنسبة 4.89% من البيض و91.09% من الأمريكيين الأفارقة و2.87% من الأعراق الأخرى و1.15% من عرقين مختلطين أو أكثر و4.02% من الهسبانيون أو اللاتينيون من أي عرق.
بلغ عدد الأسر 135 أسرة كانت نسبة 37% منها لديها أطفال تحت سن الثامنة عشر تعيش معهم، وبلغت نسبة الأزواج القاطنين مع بعضهم البعض 22.2% من أصل المجموع الكلي للأسر، ونسبة 34.8% من الأسر كان لديها معيلات من الإناث دون وجود شريك،  بينما كانت نسبة 5.9% من الأسر لديها معيلون من الذكور دون وجود شريكة وكانت نسبة 37% من غير العائلات. تألفت نسبة 33.3% من أصل جميع الأسر من عدة أفراد يعيشون في نفس المنزل ونسبة 13.3% كانت تتألف من شخص يعيش بمفرده يبلغ من العمر 65 عاماً أو أكثر. وبلغ متوسط حجم الأسرة المعيشية 2.58، أما متوسط حجم العائلات فبلغ 3.35.
بلغ العمر الوسطي للسكان 37.3 عاماً. وكانت نسبة 29.6% من القاطنين تحت سن الثامنة عشر، وكانت نسبة 8% بين الثامنة عشر والرابعة والعشرين عاماً، ونسبة 25.6% كانت واقعةً في الفئة العمرية ما بين الخامسة والعشرين والرابعة والأربعين عاماً، ونسبة 20.7% كانت ما بين الخامسة والأربعين والرابعة والستين، ونسبة 16.1% كانت ضمن فئة الخامسة والستين عاماً فما فوق. يوجد لكل 100 أنثى 87.1 ذكر، ويوجد لكل 100 أنثى في الثامنة عشر من عمرها فما فوق 84.2 ذكر.
بلغ متوسط دخل الأسرة في البلدة 17,788 دولارًا، أما متوسط دخل العائلة فبلغ 17,250 دولارًا. وكان متوسط دخل الذكور 21,750 دولارًا مقابل 20,625 دولارًا للإناث. وسجل دخل الفرد الخاص بالبلدة 7,766 دولارًا. وكانت نسبة 44.4% من العائلات ونسبة 49.9% من السكان تحت خط الفقر، وكان من هؤلاء نسبة 80% تحت سن الثامنة عشر ونسبة 27.9% في الخامسة والستين من العمر وما فوق.

## معرض صور

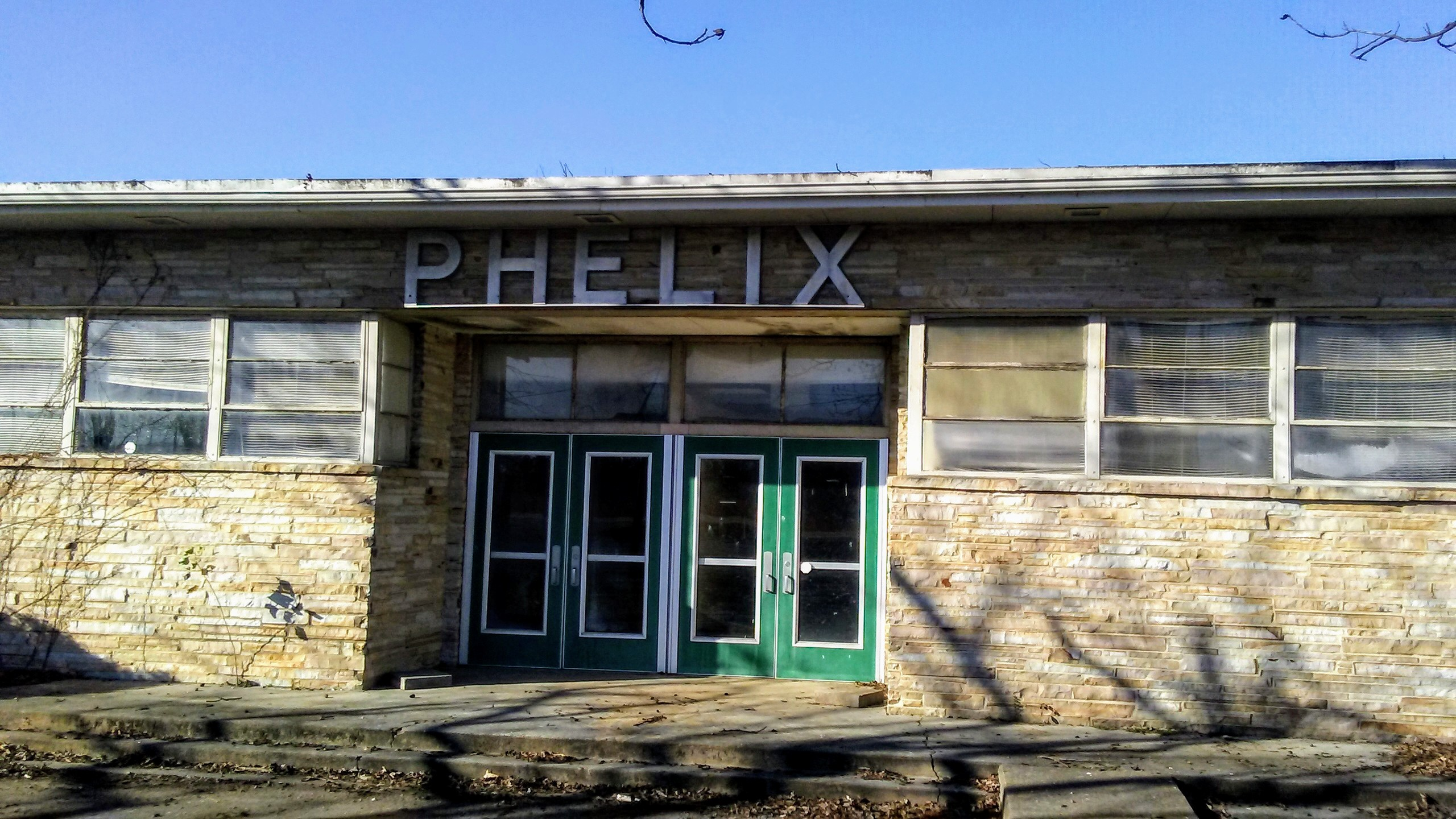
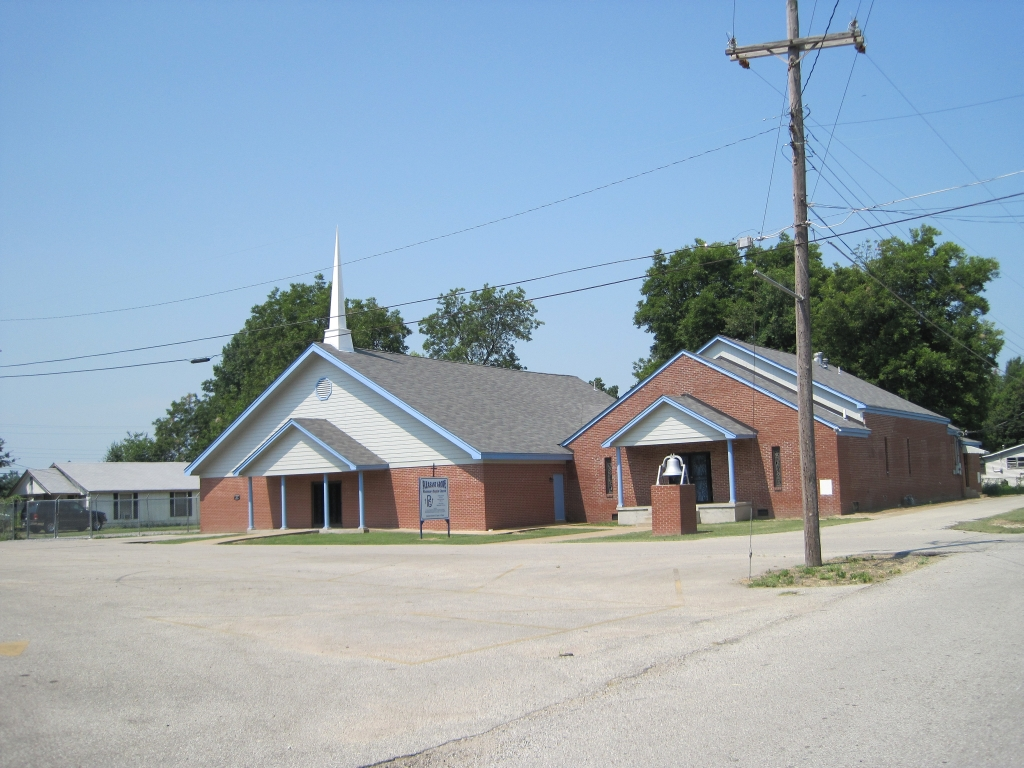
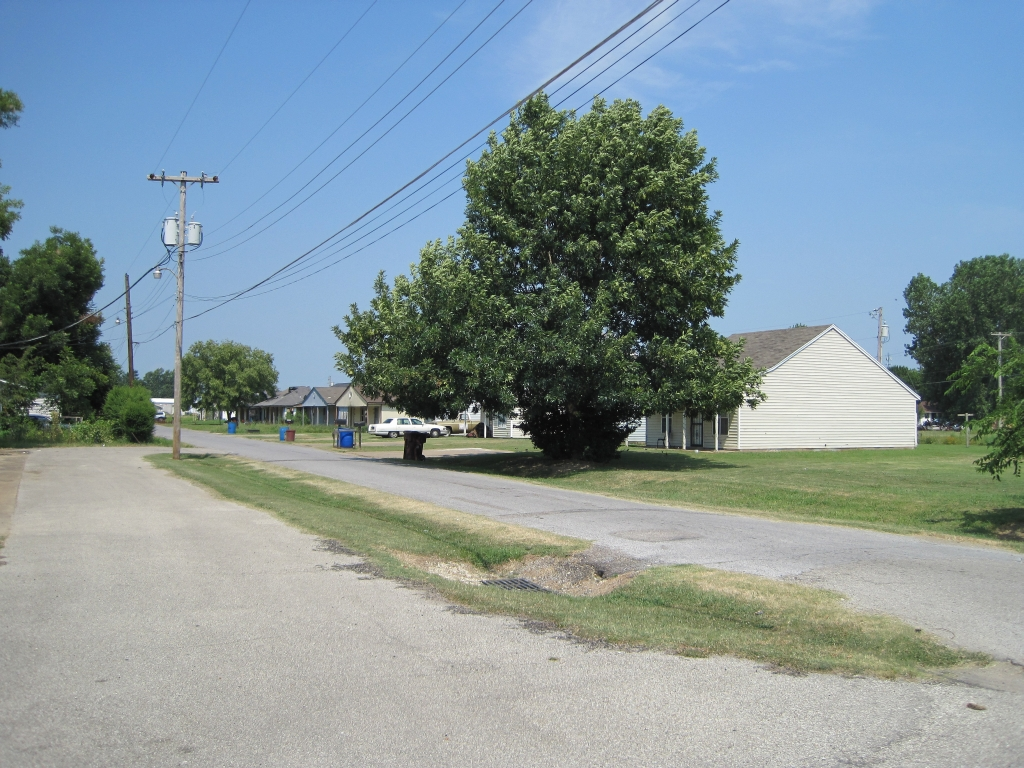
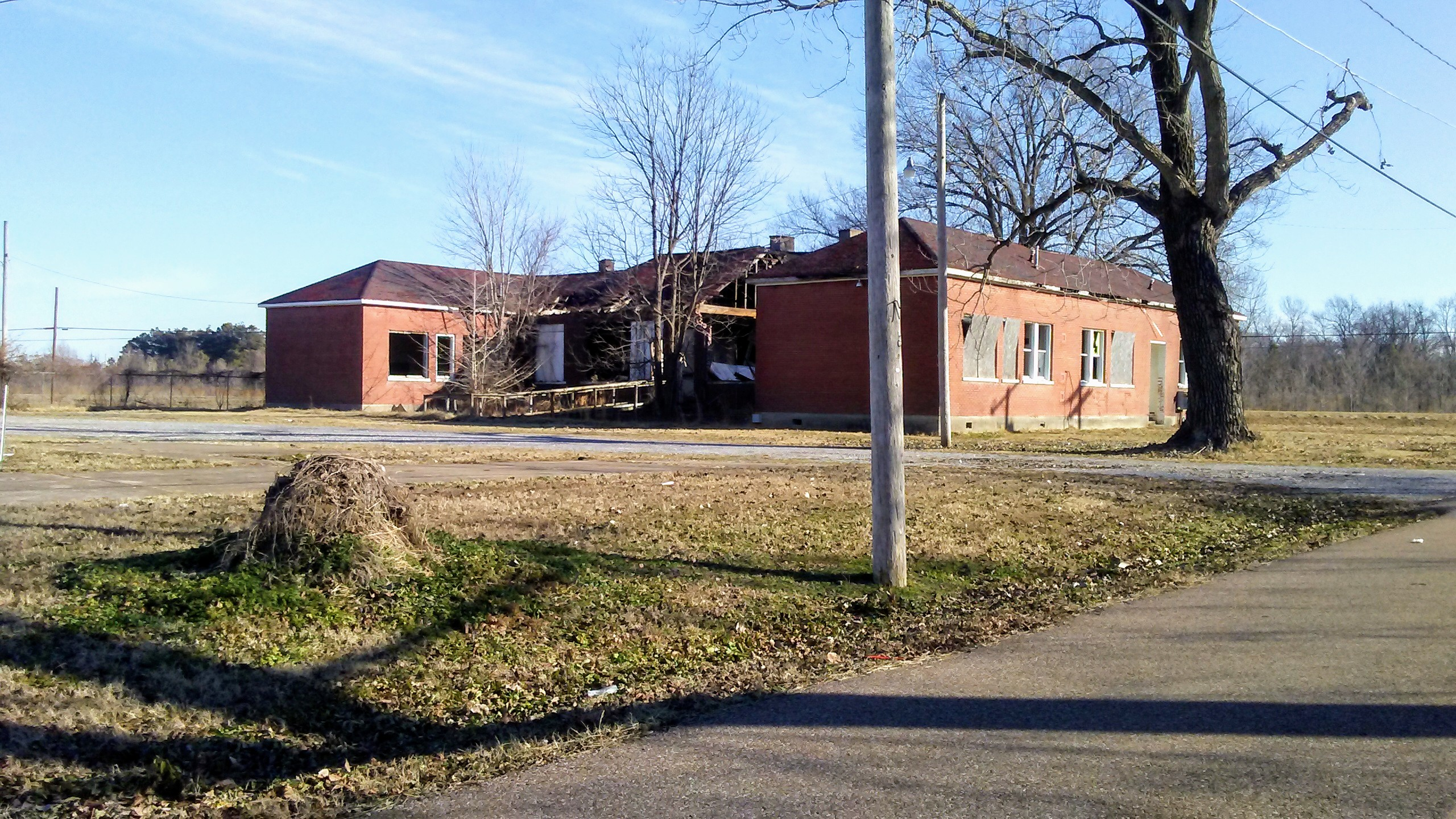
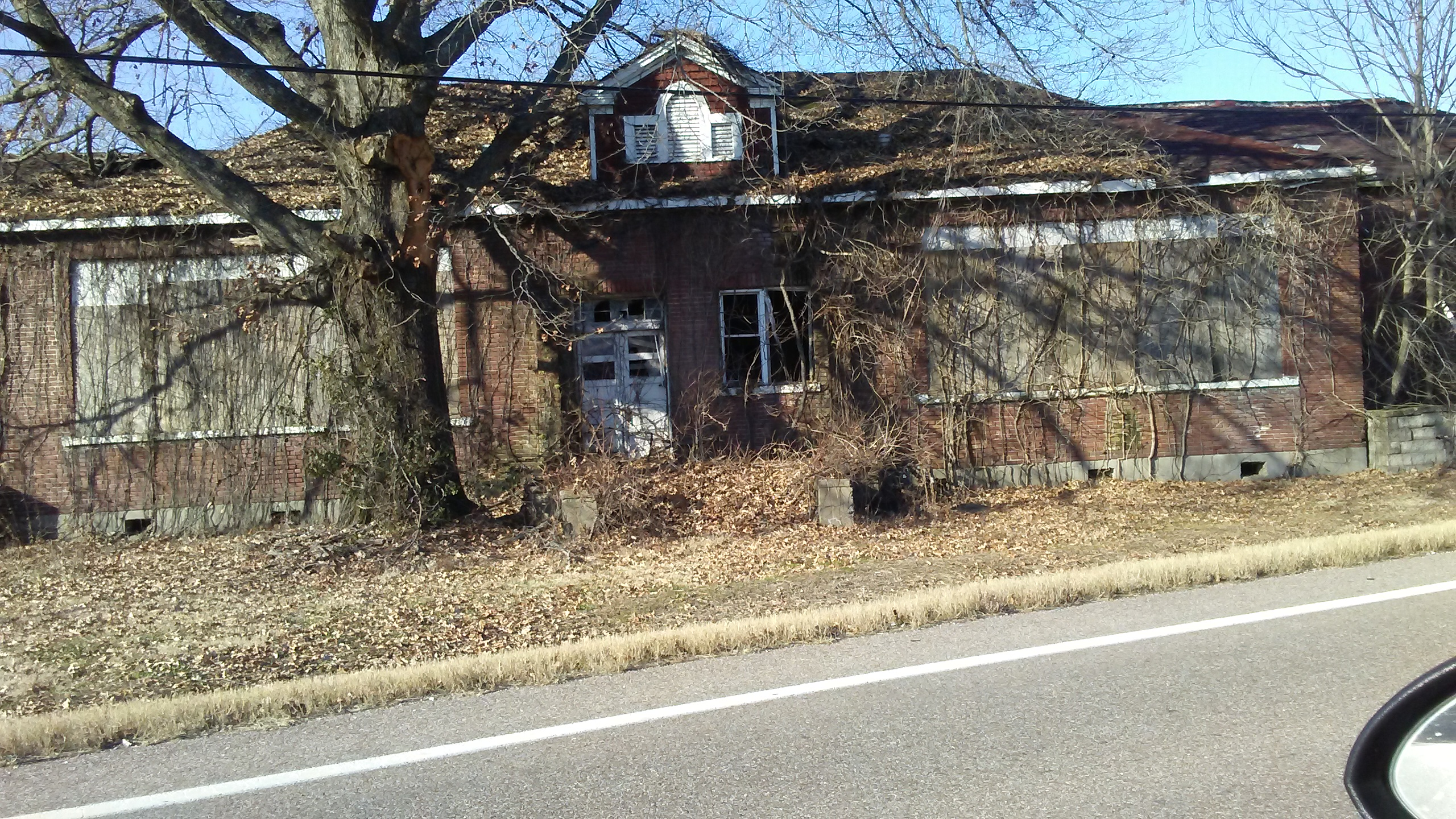
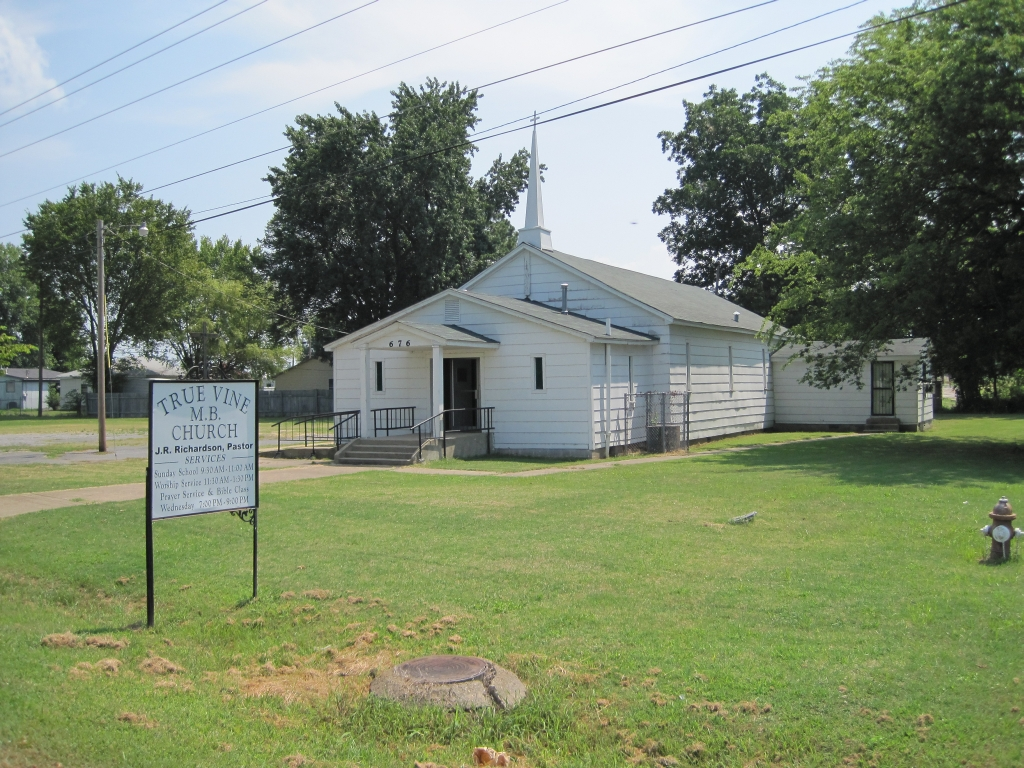

### تعداد عام 2010
بلغ عدد سكان صنسيت 198 نسمة بحسب تعداد عام 2010، وبلغ عدد الأسر 73 أسرة وعدد العائلات 46 عائلة مقيمة في البلدة. في حين سجلت الكثافة السكانية 291.2 نسمة لكل كيلومتر مربع (754.2/ميل2). وبلغ عدد الوحدات السكنية 98 وحدة بمتوسط كثافة قدره 144.1 لكل كيلومتر مربع (373.2/ميل2).
وتوزع التركيب العرقي للبلدة بنسبة 4.04% من البيض و91.92% من الأمريكيين الأفارقة و3.03% من الأعراق الأخرى و1.01% من عرقين مختلطين أو أكثر و3.03% من الهسبانيون أو اللاتينيون من أي عرق.
بلغ عدد الأسر 73 أسرة كانت نسبة 32.9% منها لديها أطفال تحت سن الثامنة عشر تعيش معهم، وبلغت نسبة الأزواج القاطنين مع بعضهم البعض 34.2% من أصل المجموع الكلي للأسر، ونسبة 17.8% من الأسر كان لديها معيلات من الإناث دون وجود شريك،  بينما كانت نسبة 11% من الأسر لديها معيلون من الذكور دون وجود شريكة وكانت نسبة 37% من غير العائلات. تألفت نسبة 32.9% من أصل جميع الأسر من عدة أفراد يعيشون في نفس المنزل ونسبة 11% كانت تتألف من شخص يعيش بمفرده يبلغ من العمر 65 عاماً أو أكثر. وبلغ متوسط حجم الأسرة المعيشية 2.71، أما متوسط حجم العائلات فبلغ 3.54.
بلغ العمر الوسطي للسكان 37.5 عاماً. وكانت نسبة 24.7% من القاطنين تحت سن الثامنة عشر، وكانت نسبة 10.1% بين الثامنة عشر والرابعة والعشرين عاماً، ونسبة 24.2% كانت واقعةً في الفئة العمرية ما بين الخامسة والعشرين والرابعة والأربعين عاماً، ونسبة 25.3% كانت ما بين الخامسة والأربعين والرابعة والستين، ونسبة 15.7% كانت ضمن فئة الخامسة والستين عاماً فما فوق. وتوزع التركيب الجنسي للسكان بنسبة 57.1% ذكور و42.9% إناث.

## أعلام
- جيري فرانكلين

## وصلات خارجية
- The US50 - Cities and Towns in Arkansas State
- 2012 United States Census Estimate